# لا تعبث مع زوهان
لا تعبث مع زوهان هو فيلم كوميدي تم إنتاجه في الولايات المتحدة وصدر في سنة 2008. الفيلم من كتابة آدم ساندلر وجاد أباتاو. من بطولة آدم ساندلر وإيمانويل الشريكي ونيك سواردسون وروب شنايدر.

## الميزانية والإيرادات
بلغت تكلفة إنتاج الفيلم حوالي 90 مليون دولار بينما حقق إيرادات تقدر بـ 201.1 مليون دولار.

## وصلات خارجية
- لا تعبث مع زوهان على موقع IMDb (الإنجليزية)
- لا تعبث مع زوهان على موقع ميتاكريتيك (الإنجليزية)
- لا تعبث مع زوهان على موقع الموسوعة البريطانية (الإنجليزية)
- لا تعبث مع زوهان على موقع روتن توميتوز (الإنجليزية)
- لا تعبث مع زوهان على موقع نتفليكس (الإنجليزية)
- لا تعبث مع زوهان على موقع قاعدة بيانات الأفلام العربية
- لا تعبث مع زوهان على موقع ألو سيني (الفرنسية)
- لا تعبث مع زوهان على موقع Turner Classic Movies (الإنجليزية)
- لا تعبث مع زوهان على موقع أول موفي (الإنجليزية)
- لا تعبث مع زوهان على موقع بوكس أوفيس موجو (الإنجليزية)